# Dendrocnide schlechteri
Dendrocnide schlechteri là loài thực vật có hoa trong họ Tầm ma. Loài này được (H.J.P.Winkl.) Chew mô tả khoa học đầu tiên năm 1965.